# Бай, Жозеф де
Амур-Огюст-Луи-Жозеф Бертло, барон де Бай (фр. Joseph de Baye; 31 января 1853, бывший 1 район Парижа — 3 июня 1931, Париж) — французский археолог и путешественник, член Парижского географического Общества, почётный член Уральского общества любителей естествознания, а также член Особого Комитета по устройству в Москве Музея 1812 года. Много раз посетил Россию и даже называл себя «полуфранцузом — полурусским».

## Биография
Де Бай отвечал за выполнение поручений Департамента народного просвещения Франции.
Стал президентом общества антикваров Франции в 1906 году и нерезидентом комитета исторических работ.
Барон был рыцарем Почетного легиона, награждён большим крестом ордена Святого Станислава (Россия), орденом Св. Анны, орденом Карла III в Испании, офицер ордена Короны Румынии, рыцарь ордена Сантьяго, орден Ваза в Швеции и орденом короны Италии.
Его женой была Мария-Беатрис де Бай, дочь барона Оппенгейма.
В России барон проводил обширные археологические исследования. В 1895 и 1896 гг. барон вместе с ученым секретарем Уральского общества любителей естествознания (УОЛЕ) Онисимом Егоровичем Клером, сопровождавшим гостя по просьбе пермского губернатора, побывал на Шигирском торфянике, где при добыче золота рабочими приисков были найдены объекты, датированных девятым тысячелетием до н. э. На юго-восточном берегу Шигирского озера барон де Бай нашел каменный топор, а Главное правление Верх-Исетских заводов, в состав которых входила эта территория, передало ему все находки, остававшиеся ещё в это время на приисках, которые он привез в парижский Музей естественной истории. В 1895 году на раскопках древнего Муранского могильника под Сызранью, барон де Бай получил в подарок около 40 археологических находок XIV века, которые ныне находятся в Музее Человека в Париже. Так же в 1895 году участвовал в археологических раскопках в Увеке, город улуса Джучи, около Саратова.
Начиная с осени 1897 года путешественник был в Грузии и провел там 6 лет, сделав более 500 уникальных фотографий снятых в разных уголках Грузии. Фотографии были обнаружены в музее Ке Бранли исследователем Анной Чеишвили.
С 1906 года член Таврической учёной архивной комиссии.
27 июля 1907 года В. Н. Поливанов, барон де Бай и Петр Александрович Александров совершили археологическую поездку в село Болгары с целью поиска могильника.

## Публикации
- L’Archéologie préhistorique (1880)
- L’Archéologie Scandinave
- L’Artbarbare en Hongrie
- L’Art chez les Barbares
- L’Industrie congolaise (1888)
- Études archéologiques
- L’Industrie longobarde (1888)
- L’Industrie anglosaxonne (1889)
- Les Bronzes Émaillés de Mostchina. Gouvernement de Kalouga (Russie). Бронза, Эмалированная Mostchina. Правительство Калуги (Россия).(1891)
- De L´Influence de L´Art des Goths en occident. Влияния искусства Готов на западе. (1891)
- Le Trésor de Szilagg-Sombye (1891)
- Le Cimetiére wisigothique D´Herpes. Angouléme. Imprimerie Charentaise de Chasseignac. (1892)
- Smolensk (1902)
- En Abkhasie. Souvenirs d'une mission (1904)
- Les Casques de l'époque barbare (1910)
- Нравоучения войны. (1915)
- Croix Lombardes. Trouvées en Italie. Ломбардские Кресты. Найдены в Италии.
- Le Tombeau de Wittislingen. Au Musée National Bavarois (Munich). Могила Wittislingen. В Баварском Национальном Музее (Мюнхене).
- Baye
- С. Савченко, О. Ромен Шигирская коллекция барона де Бая в Музее Человека (Париж, Франция) // Шестые Берсовские чтения. Материалы всероссийской научно-практической конференции. Екатеринбург: Издательство Квадрат, 2011. С. 250-259.

de, baron. Viasiome.
Souvenirs d'unt mission. Par baron de Baye. Paris,
1908. - 48 с., илл., . илл.